# Конголезькі прибережні ліси
Конголезькі прибережні ліси або Атлантичні екваторіальні прибережні ліси (ідентифікатор WWF: AT0102) — афротропічний екорегіон тропічних та субтропічних вологих широколистяних лісів, розташований на заході Центральної Африки.

## Географія
Екорегіон конголезьких прибережних лісів простягається від річки Санага в Камеруні на південь через Екваторіальну Гвінею (Ріо-Муні) і західний Габон до південно-західних районів Республіки Конго, провінції Центральне Конго в Демократичній Республіці Конго та ангольської провінції Кабінда. Північна частина регіону представлена рівнинами, по яким розкидані невисокі пагорби. Висота регіону поступово збільшується із заходу на схід, де вона досягає 800 м над рівнем моря. В південній частині екорегіону зустрічаються прибережні гірські хребти. Висота гір Монте-Ален, Кришталевих гір та гір Дуду перевищує 1000 м. З геологічної точки зору в екорегіоні переважають докембрійські метаморфічні породи — сланці, амфіболіти, кварцити та гнейси. Південні межі екорегіону окреслені межами поширення відслонень докембрійських гірських порід. На півночі регіону ґрунти представлені оксісолями, а на півдні — камбісолями та, частково, нітісолями.
В межах екорегіону протікає низка великих річок, що впадають в Атлантичний океан, утворюючі великі дельти. Серед цих річок слід відзначити Огове, Ньянгу та Куілу. Північною межею регіону є річка Санага. Дельта річки Конго розташована на південь від екорегіону. В дельтах деяких річок поширені центральноафриканські мангри.
Конголезькі прибережні ліси є найпівденнішою частиною нижньогвінейських лісів. На сході вони переходять у рівнинні ліси Північно-Західного Конго. На півночі, за річкою Санага, поширені Кросс-Санаго-Біокські прибережні ліси. Південна частина екорегіону має вигляд вузької смуги, оточеної з боків лісосаваною Західного Конго. 

## Клімат
На півночі екорегіону переважає мусонний клімат (Am за класифікацією кліматів Кеппена), а на півдні — саванний клімат (Aw за класифікацією Кеппена). На крайньому південному заході Камеруну переважає екваторіальний клімат (Af за класифікацією Кеппена). Середньорічна кількість опадів коливається від 2000 мм на півночі до 1200 мм на півдні. Максимальна температура становить 24-27 °C, мінімальна температура — 18-21 °C. Добова амплітуда коливання температури часто перевищує річну. Вологість висока протягом всього року, за винятком півдня.

## Флора
Основними лісовими угрупованнями екорегіону є прибережні вічнозелені вологі ліси. У менш вологій південній частині регіону поширені мішані напіввічнозелені вологі ліси. Рівнинні ліси характеризуються багатоярусністю. В них переважають високі дерева, крони яких розташовані на висоті 60 м над землею. В деяких прибережних районах, особливо в Габоні, поширені довгі смуги мозаїчної прибережної савани, відомі як гвінейсько-конголезькі едафічні луки. Ці прибережні савани перемежовуються невисокими прибережними лісами та чагарниковими заростями, а в глибині континенту поступово змінюються більш густими вологими лісами. Рослинність гірських хребтів, розташованих в межах екорегіону, також вирізняється і містить флористичні елементи, більш типові для гірських лісів, поширених в інших частинах Африки.
Екорегіон конголезьких прибережних лісів характеризується надзвичайно високим флористичним різноманіттям та рівнем ендемізму. Більшсть ендемічних видів зростають в горах у південній частині екорегіону, хоча деякі ендемічні та майже ендемічні види ростуть і в рівнинних лісах. Деякі з майже ендемічних видів поширені лише на західній та східній периферії басейну Конго та відсутні в центральній частині басейну.
У конголезьких прибережних лісах та у Кросс-Санаго-Біокських прибережних лісах, розташованих північніше, росте понад 50 % із 7000-8000 видів рослин, ендемічних для Екваторіальної Африки, більшість з яких зустрічаються у прибережних районах Камеруну. Кришталеві гори, розташовані в Габоні, є центром різноманіття ксерофітних та орофітних рослин. В цих горах поширені вологі вічнозелені прибережні ліси. За оцінками, в них росте понад 3000 видів судинних рослин, з яких понад 100 видів є ендемічними. В горах Дуду зустрічається понад 1000 видів судиних рослин, з яких 50 видів є ендемічними.
Іншим центром рослинного різноманіття є регіон Майомбе, розташований на півдні екорегіону, на території Республіки Конго, ангольської провінції Кабінда та західної частини ДР Конго. Цей регіон характеризується мозаїкою рівнинних напіввічнозелених лісів, саван і боліт. Тут зустрічається понад 1100 видів рослин, зокрема представники родин Барвінкові (Apocynaceae), Цезальпінієві (Caesalpiniaceae), Молочаєві (Euphorbiaceae) та Маренові (Rubiaceae).

## Фауна
Екорегіон характеризується високим фауністичним різноманіттям. Тут зустрічаються рідкісні західні рівнинні горили (Gorilla gorilla gorilla), центральні шимпанзе (Pan troglodytes troglodytes) та лісові слони (Loxodonta cyclotis). Серед інших поширених в регіоні ссавців слід відзначити звичайних мандрилів (Mandrillus sphinx), чорних колобусів (Colobus satanas), лісових бонго (Tragelaphus eurycerus), африканських лісових буйволів (Syncerus caffer nanus) та різноманітних дуїкерів (Cephalophus). Серед майже ендемічних ссавців слід відзначити сонцехвосту мавпу (Allochrocebus solatus), довгостопу білозубку (Crocidura crenata), малого ангольського еполетового крилана (Epomophorus grandis) та екваторіальну димчасту мишу (Heimyscus fumosus).
Видове різноманіття лісових птахів в регіоні є високим. Серед майже ендемічних видів, поширених в регіоні, слід відзначити габонських прирітів (Batis minima), камерунських приріток (Platysteira chalybea), камерунських ясківок (Atronanus fuliginosus), червонооких попецухів (Pseudochelidon eurystomina), помаранчевоволих малімбів (Malimbus racheliae), джунглевих ткачиків (Ploceus batesi) та гострохвостих куцохвостів (Bradypterus grandis). Більшість з них, окрім конголезьких прибережних лісів, поширені лише в рівнинних лісах Північно-Західного Конго, а деякі — лише в Кросс-Санаго-Біокських прибережних лісах.
Екорегіон вирізняється різноманіттям герпетофауни. Серед ендемічних або майже ендемічних амфібій слід відзначити апухську нічну жабу (Astylosternus schioetzi), лопатоносу жабу Перре (Hemisus perreti), габонську карликову жабу (Hymenochirus feae), оговеську річкову жабу (Phrynobatrachus ogoensis) та шпоркову жабу андре (Xenopus andrei). 8 видів плазунів, зокрема габонські амфісбени (Cynisca bifrontalis), амфісбени Хо (Cynisca haugi), фейлінії Буленжера (Feylinia boulengeri) та камерунські полози (Poecilopholis cameronensis), є ендеміками екорегіону. Також в регіоні зустрічаються західноафриканські крокодили (Crocodylus suchus), центральноафриканські вузькорилі крокодили (Mecistops leptorhynchus) та короткоморді крокодили (Osteolaemus tetraspis). Під час сезону розмноження морське узбережжі відвідують оливкові черепахи (Lepidochelys olivacea), бісси (Eretmochelys imbricata), зелені черепахи (Chelonia mydas) та шкірясті черепахи (Dermochelys coriacea).
В екорегіоні збереглися значні площі лісів, а оскільки густота населення в регіоні низька, популяції тварин в ньому збереглися добре, особливо на півдні Екваторіальної Гвінеї та в Габоні. Міграції лісових тварин, зокрема слонів, все ще відбуваються між цим і суміжними екорегіонами. Чисельність найпоширеніших хижаків екорегіону — вінценосних орлів (Stephanoaetus coronatus), африканських леопардів (Panthera pardus pardus) та золотих каракалів (Caracal aurata) зберігається на досить високому рівні.

## Збереження
Оцінка 2017 року показала, що 43 768 км², або 23 % екорегіону, є заповідними територіями. Природоохоронні території включають: Національний парк Дуала-Едеа та Національний парк Кампо-Ма'ан в Камеруні, Національний парк Монте-Ален та Природний заповідник Монте-Темелон в Екваторіальній Гвінеї, а також Національний парк Кришталевих гір, Національний парк Лоанго, Національний парк Лопе, Національний парк Мукалаба-Дуду, Національний парк Вака та Заповідник Вонга-Вонге в Габоні.